# Il segreto dei suoi occhi (film 2015)
Il segreto dei suoi occhi (Secret in Their Eyes) è un film del 2015 diretto da Billy Ray.
Il film, che ha come protagonisti Chiwetel Ejiofor, Nicole Kidman e Julia Roberts, è un remake, di produzione statunitense, del film argentino Il segreto dei suoi occhi del 2009 diretto da Juan José Campanella, qui in veste di produttore esecutivo. Entrambi i film si basano sul romanzo Il segreto dei suoi occhi (La pregunta de sus ojos) di Eduardo A. Sacheri.

## Trama
Pochi mesi dopo l'11 settembre all'unità antiterrorismo di Los Angeles lavora la squadra composta dall'agente dell'FBI Ray Kasten, la sua migliore amica Jess Cobb, e i detective Bumpy Willis e Reg Siefert. La squadra sorveglia una moschea, sospettata di essere una cellula dormiente per nuovi attacchi terroristici, secondo un informatore che ha contatti solo con Siefert. Un giorno vengono chiamati per il ritrovamento del cadavere di una ragazza, stuprata e uccisa, abbandonato in un cassonetto della spazzatura vicino alla moschea. Ray scopre inorridito che la vittima era proprio la figlia di Jess, Carolyn, cui Ray aveva dato appuntamento in pasticceria per comprare una torta per il compleanno di Jess. L'uomo aveva però disdetto l'appuntamento all'ultimo momento.
Ray e Jess sono devastati dal senso di colpa e Ray indaga sull'omicidio in maniera non ufficiale. Sospetta immediatamente di un giovane, Marzin e, determinato a portarlo alla giustizia, chiede aiuto a Claire Sloan, l'assistente del procuratore distrettuale.
Tra i due c'è un'attrazione reciproca, ma sono entrambi esitanti ad ammetterlo, visto che Claire è già fidanzata. Purtroppo anche se i due riescono a strappare una confessione a Marzin, questi è l'informatore di Siefert sulla temuta cellula terroristica di Los Angeles, e quindi intoccabile: le prove a suo carico vengono distrutte e lui scompare.
Ray viene trasferito a New York, ma lascia il lavoro diventando un investigatore privato.
Dopo ben tredici anni torna a Los Angeles e ritrova Claire, ora procuratore distrettuale, e Jess, che nel frattempo è diventata capo della polizia. Dichiara di aver finalmente ritrovato Marzin e chiede di riaprire il caso. Entrambe le donne sembrano esitare: Claire ha paura che Ray si stia lasciando guidare dalla sua ossessione, Jess sembra passiva e depressa. Ray non demorde, e segue le sue tracce che lo portano ad un capannone dove opera una banda che "ripulisce" auto rubate e dove Marzin si è recato con una Mercedes rubata. Nell'irruzione degli ex colleghi di Ray, che ne consegue, resta ucciso Siefert.
Per di più tutto ciò si rivela inutile perché Jess non riconosce nell'uomo di Ray il Marzin responsabile della morte della figlia, rivelando allo stesso Ray e a Claire di avere ucciso e seppellito il vero Marzin nel proprio giardino, 13 anni prima.
Mentre il procuratore distrettuale, che ha appena raccolto la confessione di un omicidio, riflette sul da farsi, sospesa tra i suoi doveri professionali e l'amicizia per Jess, Ray si introduce di nascosto nella proprietà di Jess e scopre una verità impensabile: entrando nel capanno degli attrezzi, trova il vero assassino di Carolyn prigioniero dentro una cella. Jess, che per l'assassino della figlia ritiene ingiusta la pena di morte preferendo che marcisca in galera per il resto della sua vita, non ha davvero ucciso Marzin bensì lo ha catturato, torturato e tenuto prigioniero per tutti questi anni in condizioni pietose. Ray capisce così che gli ultimi 13 anni di ricerche sono stati inutili, così come la sua lotta per far riaprire il caso, ma capisce soprattutto che con la sua scelta, umanamente comprensibile, Jess sta condannando sé stessa, da 13 anni, come carceriera, a uno strazio che la consuma inesorabilmente giorno dopo giorno e le impedisce di elaborare e superare il terribile lutto. Così Ray, lasciandole la sua pistola carica, esce dal capanno di Jess e, presa una pala, inizia a scavare una fossa nel giardino. È un invito implicito ad uccidere quell’uomo e a lasciarsi definitivamente questa storia alle spalle: poco dopo Jess spara un colpo di pistola all'assassino, e pone fine all'incubo.

## Produzione
Il regista Billy Ray ha lavorato per ben cinque anni al progetto per portarlo a termine, dato che la produzione di esso era originariamente affidata alla Warner Bros., e fissata per il 2010.
Il 20 gennaio del 2015, la IM Global ha acquisito i diritti statunitensi del film, dopodiché lo ha anche prodotto. Inoltre il direttore della fotografia del film Daniel Moder è il reale marito di Julia Roberts.

### Cast
Nel 2011, il ruolo del protagonista Ray era stato offerto a Denzel Washington, che però rifiutò da subito, e poi a Chiwetel Ejiofor, che invece accettò.
Per quanto riguarda il ruolo di Claire, l'attrice originariamente scelta era stata Gwyneth Paltrow, che alla fine ha però abbandonato ed è stata perciò sostituita prima da Angelina Jolie e poi da Nicole Kidman.

### Riprese
Le riprese principali del film, iniziate il 26 gennaio 2015, si sono svolte interamente a Los Angeles, anche se inizialmente la location doveva essere Boston.

## Promozione
Il primo trailer del film è stato diffuso il 30 giugno 2015.

### Taglinepromozionali[9]
- «The truth lies in the most unexpected places.»
  - «La verità sta nei luoghi più inaspettati.»

## Distribuzione
Con l'uscita inizialmente programmata per il 23 ottobre, il film è stato poi distribuito nelle sale cinematografiche statunitensi il 30 novembre 2015, mentre in Italia, in anteprima mondiale, dal 12 novembre dello stesso anno.
Inoltre il film è uscito anche in Blu-ray e DVD, solo negli Stati Uniti, il 23 febbraio del 2016.

### Divieti
All'inizio il film è stato distribuito con una classificazione R, ossia vietato ai minori di 17 anni, ma il divieto è stato poi modificato e diminuito fino a PG-13, per poter uscire nelle sale.

## Accoglienza

### Incassi
Il segreto dei suoi occhi ha incassato 20,2 milioni di dollari in Nord America e 12 milioni nel resto del mondo per un totale mondiale più di $ 32,2 milioni, a fronte di un budget di circa 19,5 milioni.
in particolare, negli Stati Uniti e in Canada il film è uscito insieme a Hunger Games: Il canto della rivolta - Parte 2 e Sballati per le feste! il 20 novembre 2015. Soltanto nel suo primo weekend di apertura, il film ha incassato 6,7 milioni di dollari, finendo quinto nella classifica del botteghino mondiale.

### Critica
Sul sito web Rotten Tomatoes, il film riceve solo il 39% delle recensioni professionali positive, con un voto medio di 5,3/10, basato su 149 recensioni; il consenso critico del sito recita: "Il segreto dei suoi occhi spreca il suo formidabile cast in un remake che non riesce a migliorare - o addirittura ad avere una trama convincente per la propria esistenza in aggiunta a - il notevole film originale".
Su Metacritic, il film ha un punteggio medio ponderato di 45 su 100, basato su 28 critiche, indicando "recensioni contrastanti o nella media"; mentre su CinemaScore, il pubblico intervistato ha assegnato al film un voto medio di "B−" su una scala da A+ a F.
Per il The Guardian, Peter Bradshaw ha criticato il film, scrivendo che: "Julia Roberts supera Nicole Kidman e Chiwetel Ejiofor in questo film confuso, facendo sembrare le sue relazioni centrali non plausibili ed estranee alla vera trama!".
Anche il critico cinematografico Roger Ebert, assegnando al film soltanto 1 stella e mezza su 4, ha disprezzato il film, dicendone a proposito: "Mi sembra ingiusto confrontare la bella versione argentina con questa, decisamente inferiore, dal momento che la maggior parte delle persone probabilmente non ha visto la prima. Ma anche se preso alle sue condizioni, Il segreto dei suoi occhi è una delusione, dato che l'unico vero segreto qui è che leggere i sottotitoli è meglio che seguire una debole imitazione americana!".
Infine lo scrittore Manuel Betancour ha affermato che il film "offre un esempio da manuale di ciò che spesso si perde nella traduzione quando i film stranieri vengono rifatti per il pubblico americano".

## Riconoscimenti
- 2016 - NAACP Image Awards
  - Miglior attore in un film a Chiwetel Ejiofor
  - Miglior film indipendente a Billy Ray
- 2017 - Golden Camera
  - Miglior attrice a Nicole Kidman